# Helina humilis
Helina humilis este o specie de muște din genul Helina, familia Muscidae. A fost descrisă pentru prima dată de Stein în anul 1920. Conform Catalogue of Life specia Helina humilis nu are subspecii cunoscute.